# Tiszla
Tiszla (arab. ‏تشلا‎, Tišlā; fr. Tichla; hiszp. Tichlá) – miasto leżące w południowej części Sahary Zachodniej.
Tiszla leży w części Sahary Zachodniej, która znajduje się pod kontrolą Maroka. Według marokańskiego podziału administracyjnego leży w prowincji Ausard, w regionie Ad-Dachla-Wadi az-Zahab. W 2014 r. miejscowość liczyła 5743 mieszkańców.